# Brec Bassinger
Brec Marie Bassinger (Saginaw, 25 maggio 1999) è un'attrice statunitense, nota per aver interpretato Bella Dawson nel telefilm Bella e i Bulldogs per la Nickelodeon.
Ha anche recitato nel film TV fantasy Vampiro per caso e in alcuni degli episodi de I fantasmi di casa Hathaway. Dal 2020 veste i panni della supereroina della DC Stargirl nella serie televisiva omonima.

## Biografia
Dall'età di 13 anni Brec Bassinger risiede con la madre a Hollywood, mentre il resto della sua famiglia rimane in Texas. Ha due fratelli più grandi di nome Beric e Brice (nomi anagrammati). Inizia a giocare a basket e pallavolo e dall'età di 3 anni partecipa a concorsi di bellezza. Prima di diventare un'attrice, Brec Bassinger era una cheerleader competitiva.
All'età di 8 anni le viene diagnosticato il diabete di tipo 1, motivo per il quale nel 2015 partecipa alla campagna JDRF One Walk per la raccolta fondi destinati alla ricerca scientifica per trattare, prevenire e curare questo tipo di malattia.

## Filmografia

### Cinema
- Status Update, regia di Scott Speer (2018)
- Killer Under the Bed, regia di Jeff Hare (2018)
- 47 metri - Uncaged (47 Meters Down: Uncaged), regia di Johannes Roberts (2019)
- Final Destination Bloodlines, regia di Zach Lipovsky e Adam Stein (2025)

### Televisione
- The Goldbergs - serie TV, episodi 1x01 e 4x03 (2013-2016)
- I fantasmi di casa Hathaway (The Haunted Hathaways) - serie TV, Stagione 1 (2013-2014)
- Bella e i Bulldogs - serie TV, Stagione 1-2 (2015-2016)
- Vampiro per caso (Liar, Liar, Vampire), regia di Vince Marcello – film TV (2015)
- School of Rock – serie TV, Stagione 2-3 (2016-2018)
- All Night - serie TV, 10 episodi (2018)
- Chicken Girls - serie TV, 6 episodi (2018)
- Stargirl - serie TV, 39 episodi (2020-2022)
- Titans - serie TV, episodio 4x09 (2023)
- Dawn (V.C. Andrews' Dawn) - miniserie TV, 4 episodi (2023)

## Videoclip
Nel 2014 partecipa alla realizzazione del videoclip musicale Little Game di Benny (il quindicenne youtuber Ben J. Pierce).
Insieme al cast di Bella e i Bulldog realizza un breve video per Nickelodeon  diretto da Ian Pfaff che viene pubblicato sul canale YouTube ufficiale della rete tv il 26 gennaio 2015.

## Concorsi di bellezza
Nel 2009 vince il titolo di Best Child Pageant Queen al concorso World Our Little Miss.

## Doppiatrici italiane
Nelle versioni in italiano delle opere in cui ha recitato, Brec Bassinger è stata doppiata da:
- Giulia Franceschetti in Bella e i Bulldogs, The Goldbergs (ep. 4x03), Vampiro per caso, Final Destination Bloodlines
- Margherita De Risi in Stargirl, Titans
- Valentina Pallavicino in I fantasmi di casa Hathaway
- Roisin Nicosia in The Goldbergs (ep. 1x01)
- Mariagrazia Cerullo in Dawn